# No.1レディーズ探偵社
『No.1レディーズ探偵社』（ナンバーワンレディーズたんていしゃ、The No. 1 Ladies' Detective Agency）は、1998年に発行されたアレグザンダー・マコール・スミスによる推理小説、およびそれに連なる小説シリーズ。現在、日本では4巻まで翻訳されている。2008年にはイギリスのBBCによってテレビドラマ化され、アンソニー・ミンゲラが監督をつとめた。

## あらすじ
アフリカ南部の小国ボツワナ共和国の田舎町マハラピェに住んでいたプレシャス・ラモツエは、父の死後、遺産の牛（ツワナ人の間では富の象徴とされている）を売り払い、首都ハボローネに探偵事務所「No.1レディーズ探偵社」を開いた。ボツワナは穏やかな国で殺人事件などめったに起こらないが、それでもさまざまな依頼が事務所に舞い込んで来る。ラモツエはそんな事件をひとつずつ着実に解決していく。

## 登場人物
プレシャス・ラモツエ
探偵。ボツワナでただ一人の女探偵である。4巻での描写から、実際にはボツワナでただ一人の探偵であると思われる。34歳。かなり太めだが伝統的な美人の域に入る。推理能力は高くはないが、常識的で安定した人格と機転、それに人脈で事件を解決に導いていく。離婚歴あり。作中ではマ・ラモツエ（「マ」はツワナ語で「ミス」を意味する）と呼ばれることが多い。
グレース・マクチ
No.1レディーズ探偵社の秘書。巻が進むにつれて助手としての仕事をこなすようになっていく。秘書専門学校を優秀な成績で出ており、頭脳明晰だがやや杓子定規な考え方をする。作中ではマ・マクチと呼ばれることが多い。
J.L.B.マテコニ
ラモツエの友人で、自動車修理工場の社長。腕のよい修理工だが、温和な性格のため従業員や家政婦に手を焼いている。1巻のラストでラモツエにプロポーズし、婚約者となった。

## 作品解説
殺人事件が作中で扱われることはあまりなく、浮気調査や人探し、日常のさまざまなトラブルなどが主な事件となっている。アフリカの伝統と新しい考え方の対立やエイズ問題など、社会派的な題材を盛り込むことも多いが、殺伐とした話はなく、おだやかな日常の描写が中心となっている。
ジャンルはコージー・ミステリ。

## 作品
1. No.1レディーズ探偵社、本日開業 ミス・ラモツエの事件簿〈1〉（1998年/2003年9月 ヴィレッジブックス）
2. キリンの涙 ミス・ラモツエの事件簿（2）（2000年/2004年8月 ヴィレッジブックス）
3. No.1レディーズ探偵社、引っ越しす ミス・ラモツエの事件簿（3）（2001年/2006年8月 ヴィレッジブックス）
4. 新参探偵、ボツワナを騒がす ミス・ラモツエの事件簿（4）（2002年/2009年8月 ヴィレッジブックス）
5. The Full Cupboard of Life (2004)（未訳）
6. In The Company of Cheerful Ladies (2004)（未訳）
7. Blue Shoes and Happiness (2006)（未訳）
8. The Good Husband of Zebra Drive (2007)（未訳）
9. The Miracle at Speedy Motors (2008)（未訳）
10. Tea Time for the Traditionally Built (2009)（未訳）
11. The Double Comfort Safari Club (2010)（未訳）
12. The Saturday Big Tent Wedding Party (2011)（未訳）
13. The Limpopo Academy of Private Detection (2012)（未訳）
14. The Minor Adjustment Beauty Salon (2013)（未訳）
15. The Handsome Man's De Luxe Café (2014)（未訳）
16. The Woman Who Walked in Sunshine (2015)（未訳）
17. Precious and Grace (2016)（未訳）
18. The House of Unexpected Sisters (2017)（未訳）
19. The Colours of All the Cattle (2018)（未訳）
20. To the Land of Long Lost Friends (2019)（未訳）
21. How to Raise an Elephant (2020)（未訳）
22. The Joy and Light Bus Company (2021)（未訳）

## テレビドラマ
2008年、アンソニー・ミンゲラの監督でイギリスのBBCがテレビドラマ化し、BBCとアメリカのHBOで放映された。
このドラマはミンゲラの遺作となった。